# Pudding en Gisteren
Pudding en Gisteren is het derde album van de Nederlandse progressieve rockband Supersister. Het album is opgenomen in de Phonogram Studio te Hilversum en geproduceerd door Hans van Oosterhout. Het titelnummer is een ballet speciaal geschreven voor het Nederlands Dans Theater. Openingsnummer Radio werd op single uitgebracht en zou uitgroeien tot een klein hitje. Het zou het laatste album zijn met Sacha van Geest en Marco Vrolijk. Het album werd in 1990 samen met het compilatiealbum Superstarshine Vol. 3 op één CD opnieuw uitgebracht. De heruitgave van 2008 door Esoteric Recordings bevat twee extra tracks.

## Nummers
Originele LP en CD-heruitgave 1990
Kant 1 resp. tracks 1 t/m 4
1. "Radio" (Supersister) - 3:33
2. "Supersisterretsisrepus" (Robert Jan Stips) - 0:15
3. "Psychopath" (Robert Jan Stips) - 3:58
4. "Judy Goes On Holiday" (Supersister) - 12:42

Kant 2 resp. track 5
1. "Pudding En Gisteren (Music For Ballet)" (Robert Jan Stips/Ron van Eck; arrangement: Supersister) - 21:00

Heruitgave uit 2008
1. "Radio" - 3:33
2. "Supersisterretsisrepus" - 0:15
3. "Psychopath" - 3:58
4. "Judy Goes On Holiday" - 12:42
5. "Pudding En Gisteren (Music For Ballet)" - 21:00
6. "Dead Dog" (B-kant van single Radio) - 2:42
7. "Wow (The Intelligent Song)" (Live in het Circustheater te Scheveningen) - 12:58

## Bezetting
- Robert Jan Stips: toetsinstrumenten, zang
- Sacha van Geest: dwarsfluit, tenorsaxofoon, zang
- Ron van Eck: basgitaar
- Marco Vrolijk: drums

## Trivia
- Sinds september 2024 zendt de Concertzender elke eerste woensdagavond van de maand een programma over progressieve rock uit, vernoemd naar dit album.[1]